# Delena spenceri
Delena spenceri là một loài nhện trong họ Sparassidae. Chúng được Henry Roughton Hogg miêu tả năm 1903.